# پیچ‌خوردگی تخمدان

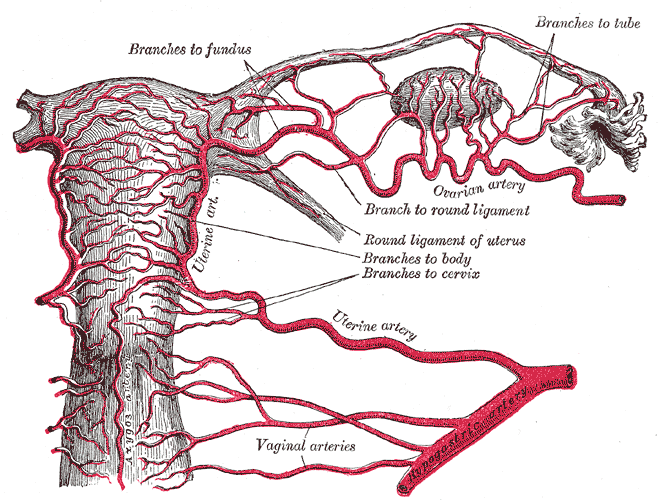
شریان های رحم و تخمدان_آناتومی گری

در صورتی‌که به دلایل نامشخصی پیچ خوردگی تخمدان موجب بسته شدن شریانهای خونرسانی‌کننده به تخمدان و ایسکمی آن شود بیمار دچار درد شدید و پیشرونده در ناحیه هیپوگاستر می‌شود . با انجام سونوگرافی می‌توان تشخیصهای افتراقی دیگر را بررسی کرد. این بیماری اورژانس بوده و عدم رسیدگی سریع که معمولاً جراحی است ممکن است به وخامت حال بیمار منجر شود.